# Le Juge (film, 2014)
Pour les articles homonymes, voir Le Juge et Judge.
Pour plus de détails, voir Fiche technique et Distribution.
Le Juge (The Judge) est un film de procès dramatique américain de David Dobkin sorti en 2014.

## Synopsis
Henry « Hank » Palmer (Robert Downey Jr.) est un avocat cynique et couronné de succès, vivant à Chicago. Il est père de Lauren (Emma Tremblay (en)), mais est sur le point de divorcer de son épouse Lisa (Sarah Lancaster), qui a un amant. Alors qu'il est en plein procès, il reçoit un appel téléphonique l'informant du décès de sa mère Mary.
Il retourne dans sa ville natale de Carlinville, dans l'Indiana, afin d'assister aux funérailles. Il y retrouve sa famille, à qui il a tourné le dos depuis des années, notamment son père, Joseph Palmer (Robert Duvall), le juge de la ville, homme rigide, autoritaire et moralisateur, avec qui il pense n'avoir jamais eu d'affinité. Il retrouve ses deux frères, l'aîné Glen (Vincent D'Onofrio) et le benjamin, Dale (Jeremy Strong), autiste cinéaste amateur, qui n'ont pas quitté Carlinville. Glen était un joueur de baseball très doué quand il était jeune. Il serait probablement devenu joueur professionnel, s'il n'avait pas été blessé à la main dans un accident de voiture. C'est Hank, qui avait 17 ans, qui conduisait. Il recroise également Samantha « Sam » (Vera Farmiga), un amour de jeunesse. Les retrouvailles avec son père sont glaciales.
Le lendemain, Hank et ses frères constatent que la Cadillac DeVille 1972 de leur père est endommagée sur le côté droit. Après des questions sans réponses, Joseph est accusé de meurtre : il a percuté un cycliste, Mark Blackwell, détenu récemment libéré, qu'il avait jadis condamné. La première fois il l'avait condamné à 30 jours de travaux d'intérêt général pour avoir tiré dans la vitre de la maison de son ex-amoureuse de 15 ans. Aujourd'hui encore, Hank est perplexe de cette peine très clémente. Peu après avoir effectué cette peine, Blackwell avait noyée la fille dans une mare près de chez elle. Joseph l'avait alors condamné à 20 ans de prison pour meurtre.
Hank ne devait rester à Carlinville que pour quelques jours. Son père refuse qu'il soit son avocat et préfère engager un avocat local. Hank constate rapidement que celui-ci est peu expérimenté, surtout en affaires criminelles, et doute de ses chances de faire acquitter Joseph. Il décide d'assister au procès. Il propose à nouveau à Joseph d'être son avocat, ce qu'il finit par accepter. Ils vont devoir mettre leur rancœur et leurs divergences de côté pour innocenter le juge, face à Dwight Dickham (Billy Bob Thornton), un procureur déterminé qui souhaite se venger d'Hank qui, plusieurs années auparavant, a fait acquitter un riche client accusé du meurtre d'une jeune femme.

## Fiche technique
- Titre original : The Judge
- Titre français : Le Juge
- Réalisation : David Dobkin

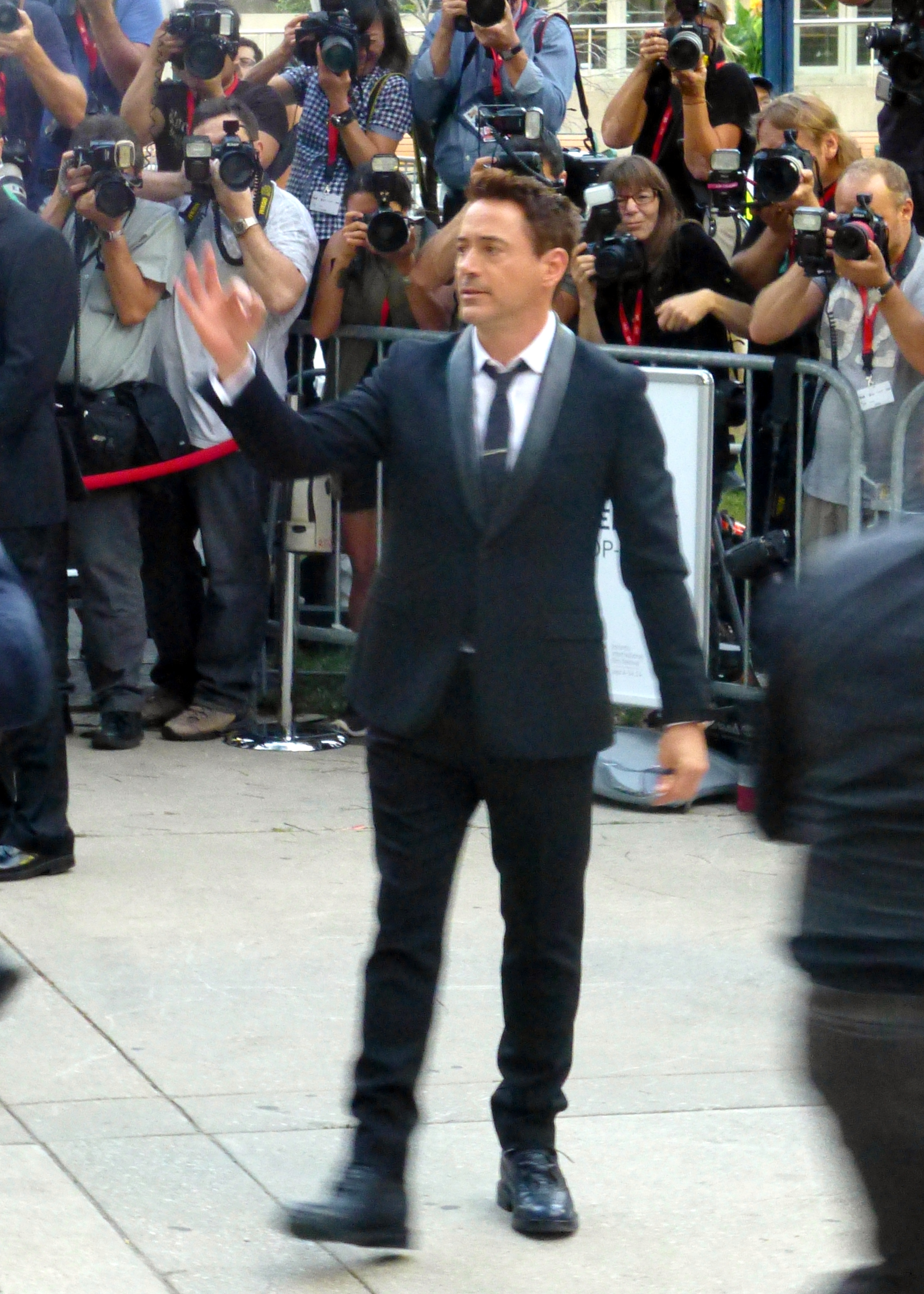
L'acteur principal et producteur exécutif Robert Downey Jr. au TIFF 2014.

- Scénario : Bill Dubuque et Nick Schenk, d'après une histoire de Nick Schenk et David Seidler
- Direction artistique : Shadya H. Ballug et David Swayze
- Décors : Mark Ricker
- Photographie : Janusz Kaminski
- Montage : Mark Livolsi
- Musique : Thomas Newman
- Production : Robert Downey Jr., Susan Downey et Jeff Kleeman
- Sociétés de production : Big Kid Pictures, Team Downey et Warner Bros.
- Sociétés de distribution : Warner Bros. (États-Unis), Warner Bros. (France)
- Pays d’origine : États-Unis
- Langue originale : anglais
- Format : couleur - 35 mm
- Genre : Drame
- Durée : 141 minutes
- Dates de sortie[1] :
  -  Canada : 4 septembre 2014 (festival international du film de Toronto 2014)
  -  États-Unis : 10 octobre 2014
  -  France : 22 octobre 2014

## Distribution

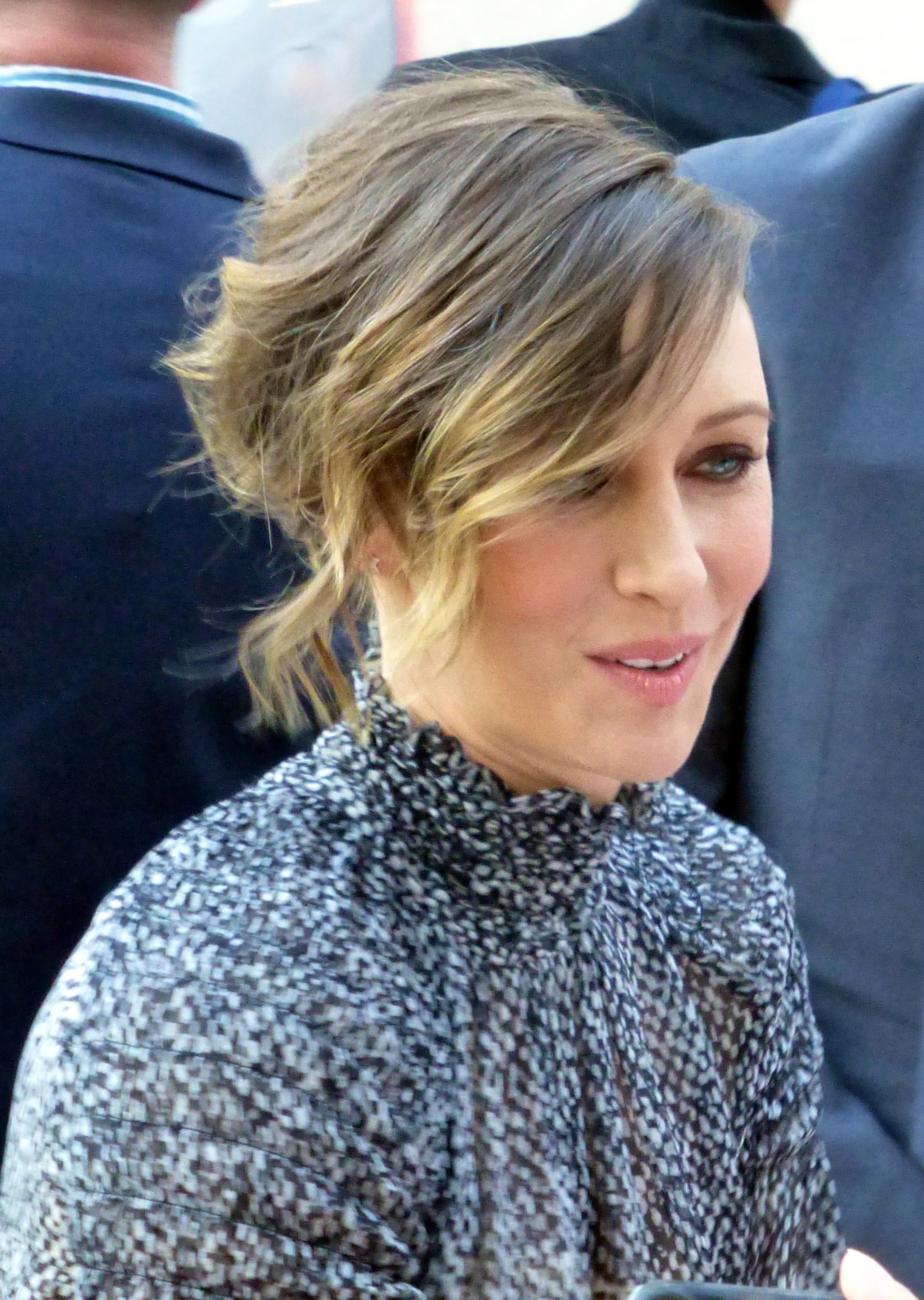
L'actrice principale Vera Farmiga, également au TIFF 2014.

- Robert Downey Jr. (VF : Bernard Gabay - VQ : Daniel Picard) : Henry « Hank » Palmer, avocat cynique
- Robert Duvall (VF : Michel Ruhl - VQ : Hubert Fielden) : le juge Joseph Palmer, père d'Hank
- Vera Farmiga (VF : Ivana Coppola - VQ : Camille Cyr-Desmarais) : Samantha « Sam », ex-compagne d'Hank
- Leighton Meester (VF : Olivia Nicosia - VQ : Ariane-Li Simard-Côté) : Carla, fille de Sam, étudiante en droit
- Dax Shepard (VF : Axel Kiener - VQ : Frédérik Zacharek) : C. P. Kennedy
- Billy Bob Thornton (VF : Mathieu Buscatto - VQ : Éric Gaudry) : Dwight Dickham, procureur
- Vincent D'Onofrio (VF : Emmanuel Jacomy - VQ : François Sasseville) : Glen Palmer, frère ainé d'Hank, fils de Joseph, vendeur de pneus
  - Johnny Orlando : Glen jeune
- Sarah Lancaster (VF : Caroline Lallau) : Lisa Palmer, épouse d'Hank
- David Krumholtz (VF : Xavier Béja - VQ : Martin Watier) : Mike Kattan
- Balthazar Getty (VF : Benjamin Boyer - VQ : François Trudel) : l'adjoint du shérif Hanson
- Ian Nelson : Eric
- Ken Howard (VF : Richard Leblond - VQ : Jean-Marie Moncelet) : le juge Warren
- Jeremy Strong (VF : Jérémy Bardeau - VQ : Philippe Martin) : Dale Palmer, frère benjamin d'Hank et de Glen, fils de Joseph, autiste cinéaste amateur
- Grace Zabriskie (VF : Cathy Cerdà ; VQ : Claudine Chatel) : Mme Blackwell
- Denis O'Hare (VF : Pierre Laurent) : Docteur Morris
- Eric West : ? (non crédité)
- Emma Tremblay (en) : Lauren Palmer, fille d'Hank et de Lisa

- Version française
  - Société de doublage : Dubbing Brothers
  - Direction artistique : Barbara Tissier
  - Adaptation : Marion Bessay

Source et légende : Version française (VF) sur RS Doublage et AlloDoublage Version québécoise (VQ) sur Doublage Québec

## Production
Le script est initialement développé par Nick Schenk. En mars 2011, David Seidler est engagé pour des réécritures, tout comme Bill Dubuque en avril 2013. Le script a fait partie de The Black List.
Robert Downey Jr. et sa femme Susan Downey participent à la production via leur société Team Downey, dont c'est la première production.

### Choix des interprètes
En mars 2013, il est annoncé que Vincent D'Onofrio, Vera Farmiga et Dax Shepard rejoignent la distribution. Le studio voulait Jack Nicholson pour le rôle du juge Palmer mais l'acteur l'a refusé, au profit de Robert Duvall,. Tommy Lee Jones avait également été envisagé pour le rôle. Leighton Meester rejoint la distribution en avril 2013.

### Tournage
Si l'intrigue du film se déroule dans l'Indiana (dans la ville fictive de Carlinville), le tournage débute à Shelburne Falls dans le Massachusetts. Il a lieu dans d'autres villes du Massachusetts : Attleboro, Belmont, Dedham, Sunderland et Waltham. Quelques scènes sont par ailleurs tournées en Pennsylvanie,.

## Accueil

### Accueil critique
Les critiques sont dans l'ensemble mitigées.
Abus de ciné apprécie la rencontre des acteurs mais dénonce la mise en scène d'un « ersatz de film eastwoodien » et moralisant. Critikat dénonce les clichés et la prestation de Downey Jr. A voir à lire dénonce un film sans ambitions et grandiloquent.

## Distinctions

### Récompenses
- Festival du film de Hollywood 2014 : Hollywood Supporting Actor Award pour Robert Duvall

### Nominations et sélections
- Festival international du film de Toronto 2014 : sélection « Gala Presentations »

- Critics' Choice Movie Awards 2015 : meilleur acteur dans un second rôle pour Robert Duvall
- Oscars du cinéma 2015 : Meilleur acteur dans un second rôle pour Robert Duvall
- Satellite Awards 2015 :
  - Meilleur acteur dans un second rôle pour Robert Duvall
  - Meilleure musique de film pour Thomas Newman
- Screen Actors Guild Awards 2015 : meilleur acteur dans un second rôle pour Robert Duvall

## Analyse